# Matthew Island
Matthew Island (eingedeutscht Matthewinsel, französisch Île Matthew) ist eine unbewohnte Insel im südlichen Pazifik. Mit der 72,6 Kilometer östlich entfernten Hunter Island bildet sie die Gruppe der Matthew- und Hunterinseln.

## Geographie
Matthew Island liegt 444 Kilometer östlich der zu Frankreich gehörenden Insel Neukaledonien und 279 Kilometer südöstlich von Aneityum, der südlichsten Insel Vanuatus. Frankreich sieht die Matthew- und Hunterinseln als Teil ihres Überseegebietes, während Vanuatu sie als Teil ihrer Provinz Tafea beansprucht.
Die Insel besteht aus einem Schichtvulkan. Er hat zwei Gipfel, den East Matthew und den West Matthew, die voneinander 200 Meter entfernt sind. Bis in die Mitte des 20. Jahrhunderts existierte nur der East Matthew. Erst in den 1940er-Jahren kam es zu submaritimen Eruptionen, die den West Matthew zunächst als eigene Insel schufen und dann mit East Matthew verbanden. Die Fläche der Insel wurde so um das Dreifache vergrößerte.
Der East Matthew besteht aus Basalt. Sein 142 m hoher Vulkankegel ist zum Teil zerstört. Man vermutet, dass er aus drei Lavaströmen entstand. Der West Matthew hat einen konischen Gipfel mit einer Höhe von 177 m. Er entstand aus Lavaströmen und Schlacke. Der Krater ist nach Nordwesten aufgebrochen und schuf mit einem Lavastrom die dortige Küste.
1956 kam es zur bisher letzten Eruption. Unbestätigt sind Eruptionen von 1966 und 1976. Noch immer gibt es auf der Insel vulkanische Aktivität. Aus den Kratern im Südosten beobachtet man schweflige Fumarole.

## Geschichte
Matthew wurde am 27. Mai 1788 vom Engländer Thomas Gilbert entdeckt, der sie nach dem Schiffseigner benannte.